# Regina Turdulorum
Regina Turdulorum fue una ciudad romana ubicada en Casas de Reina, al sur de la actual provincia extremeña de Badajoz (España). Sus ruinas fueron declaradas Bien de Interés Cultural en 2012.

## Descripción

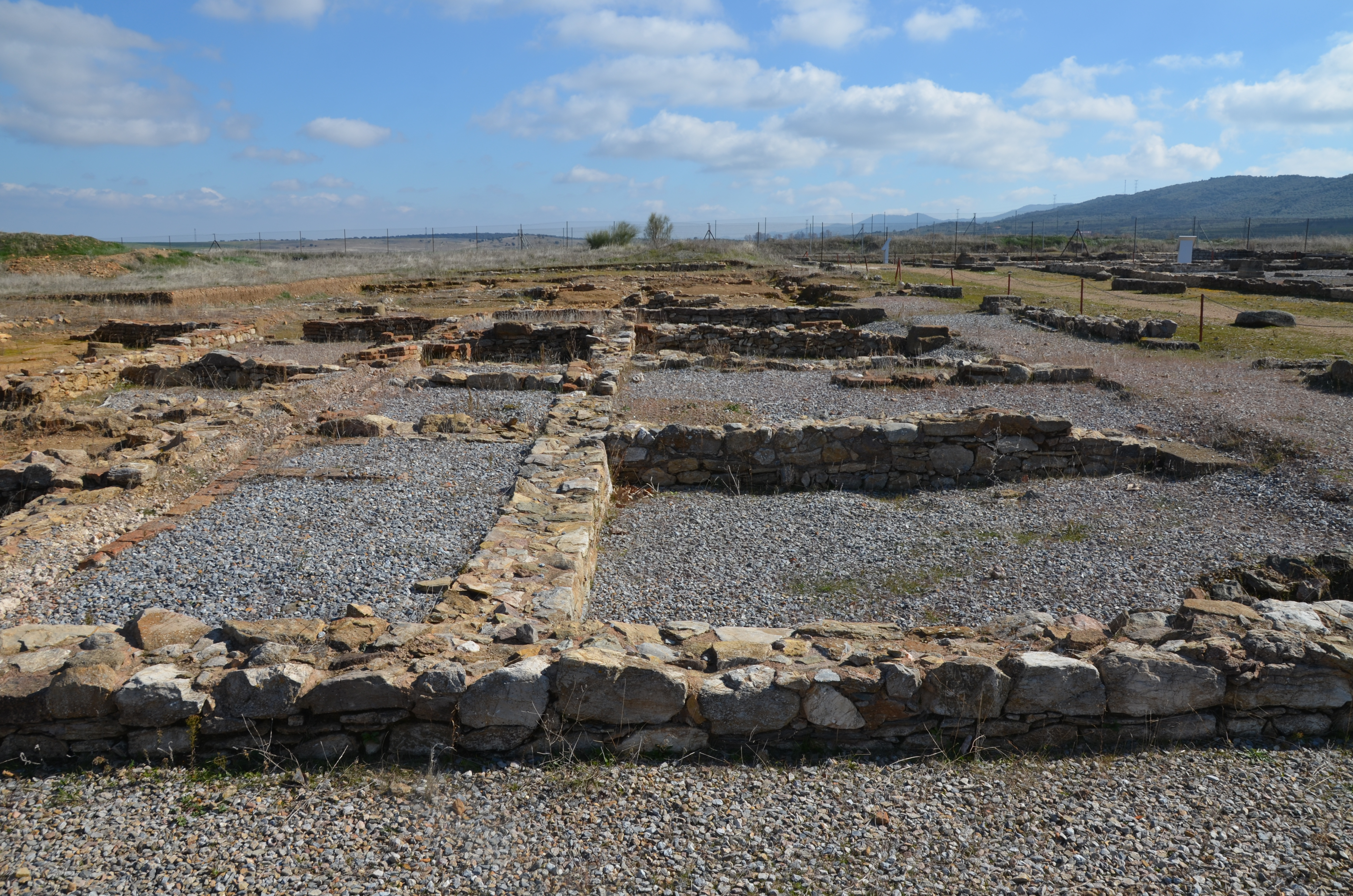
Vista de Regina Turdulorum

La ciudad romana de Regina ha sido recurrentemente citada desde antiguo por diferentes eruditos y autores clásicos. La ciudad vivió su época de apogeo durante el periodo Flavio (siglo I d. C.), coincidiendo con la adquisición del estatuto municipal.
A pesar de todas las dudas, se ha podido entrever la importancia de este poblado elevado que domina una gran extensión de llano de gran riqueza productiva con buenas tierras para la explotación agropecuaria y ganadera y que además se ubica junto a la ruta que comunicaba el valle medio del Guadalquivir y el valle medio del Guadiana. Es decir, esta vía de comunicación unía Emerita y Astigi y por consiguiente, unía la capital de la Lusitania con Corduba e Hispalis.
A lo largo de la historia de las excavaciones arqueológicas llevadas a cabo en la ciudad romana de Regina, se han ido conociendo paulatinamente aspectos referidos a su espacio urbano y a los elementos estructurales que lo componen, según se fueron acometiendo las estrategias contempladas en los planes de actuación arqueológica y conforme a la división realizada por sectores de excavación.

### Área central del municipio
Lo más significativo de lo hasta ahora estudiado en esta área central de la ciudad es la aparición de un espacio perfectamente definido por la presencia de una construcción de tres naves, en cuyos extremos se dispusieron dos edificios fronteros a una de las arterias vitales del municipio, el cardo maximus. Aunque este conjunto apareció arrasado, tanto su planta como las pocas estructuras de su alzado conservadas son lo suficientemente explícitas como para pensar que se trató de un área oficial importante.
El primero de estos edificios, de compleja identificación, al no estar excavado en su totalidad, estaba estructurado en una parte en torno a un pequeño atrio. Su carácter, a lo que parece, era doméstico. Más elementos tenemos para definir el edificio principal. No parece haber dudas de que se trataba de un edificio de función basilical, en tres naves, a pesar de que una primera interpretación lo situó como un templum con pórtico y provisto de Aedes. Los hallazgos producidos en verano de 2007, definieron completamente su carácter de basílica. Respecto al espacio antes aludido, el mismo no sería otro que el ocupado por el tribunal.
Otro edificio con especial relevancia dentro del conjunto arqueológico de Regina es el templo dedicado a la Pietas organizado en tres cellae. Su construcción se remonta al periodo de Domiciano y fue restaurado a finales del siglo II d. C.

### Teatro

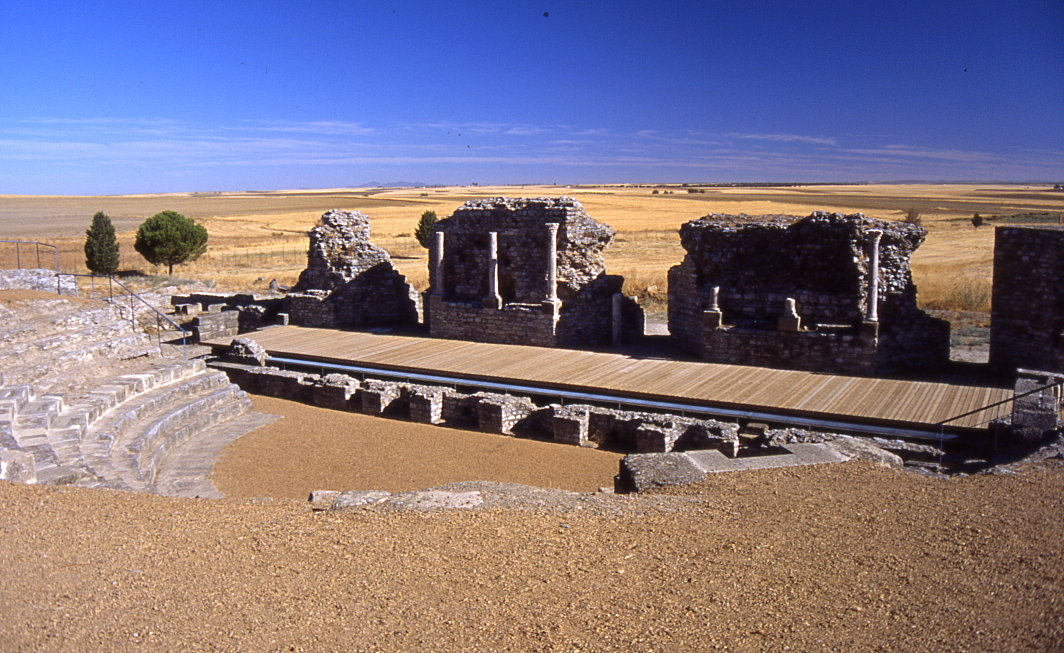
Vista del teatro romano

Desde la década de 1970 a la de 1990, uno de los principales focos de actuación fue sin duda el teatro, el edificio más emblemático de la ciudad. Ya desde antiguo el sitio conocido como «Los Paredones», llamado así por ser visibles enormes moles de hormigón revestido con paramento de piedras (en realidad los muros que remataban la cavea del teatro), atrajeron la curiosidad de algunos eruditos y viajeros, quienes las describieron identificándolas correctamente con su carácter.
Tras la pionera intervención de Mariano del Amo, que permitió un acercamiento aproximado hacia el conocimiento de las estructuras conservadas y la organización interna del mismo, comenzaron las excavaciones sistemáticas en este edificio por parte de José María Álvarez y su equipo. Las partes del teatro exhumadas por Del Amo sirvieron como punto de partida para extender la excavación hacia aquellas zonas en las que anteriormente no se había planteado una intervención arqueológica sensu stricto. Por orden cronológico de intervención, los trabajos se centraron en primera instancia en el estudio de los pormenores del frente escénico (hyposcaenium, pulpitum, proscaenium y orchestra) y posteriormente el graderío, los vomitoria, postcaenium y todo el perímetro de la fachada.
El teatro, edificio señero dentro de la ciudad, se ubicó en el extremo noroeste de esta, en una suave ladera en la que se practicó la casi totalidad de la cavea. La obra está enteramente realizada en opus caementicium. El hormigón se presenta dividido en tongadas de alrededor de 0,50 m de altura, separadas entre sí por pequeñas lajas que propiciaban la cohesión y facilitaban la nivelación. El paramento que recubre toda la fábrica es de opus incertum formado por aparejo irregular cuyas juntas aparecen resaltadas por cintas de mortero en las zonas más señaladas.

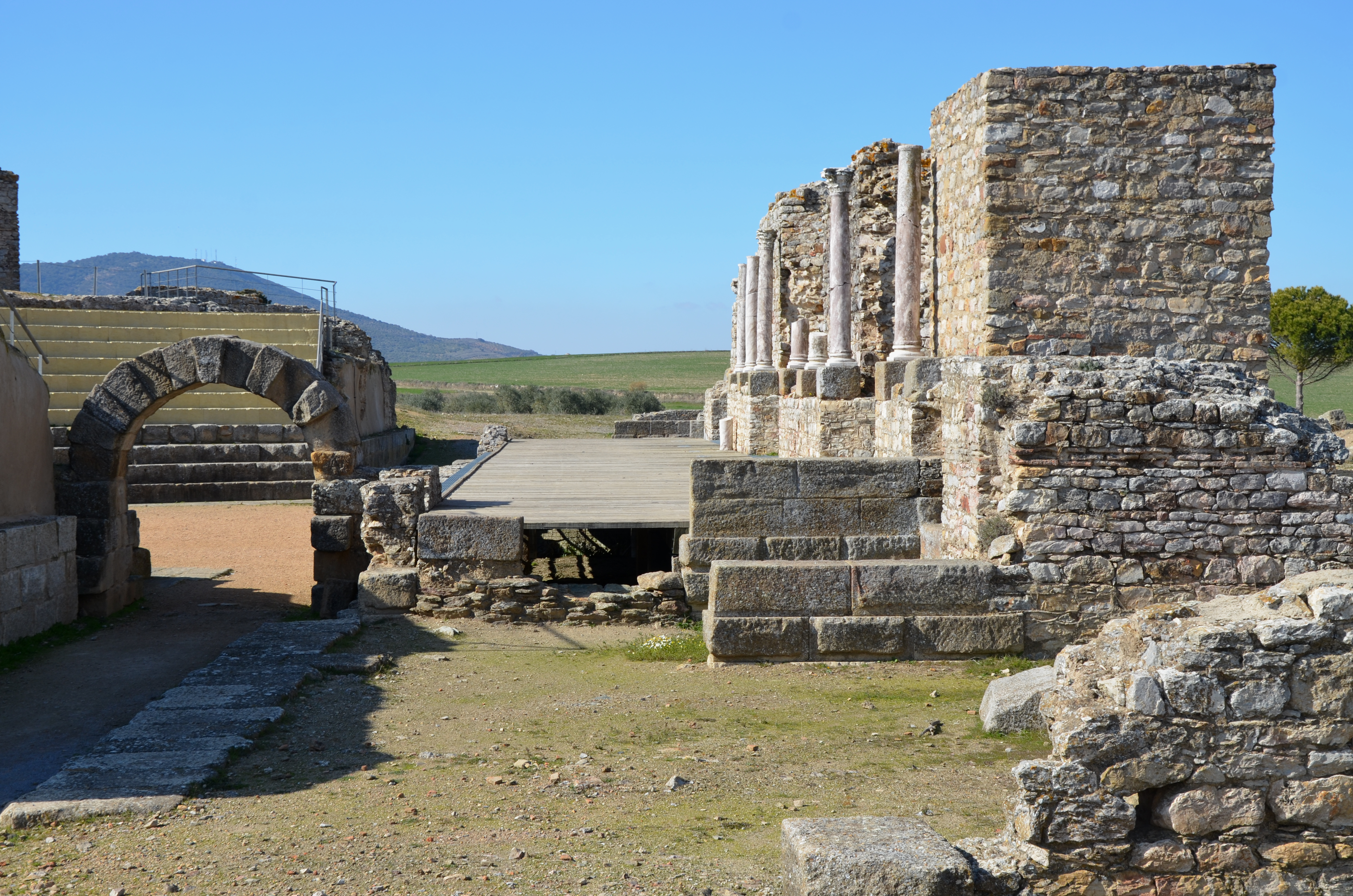
Vista lateral del teatro

La cavea del teatro estaba constituida por diez filas de gradas de piedra arenisca, de las que se conservan completas las tres primeras, parte de la cuarta y algunas zonas de la quinta. Entre la primera grada y el balteus se aprecian unos orificios cuya función puede relacionarse con el sistema de tramoya o donde se ajustarían los vientos del velarium o telón. Los distintos cunei que forman el graderío estaban separados entre sí por unas escaleras.
El público accedía al recinto del teatro a través de cuatro vomitoria, no en coincidencia con la scalaria de la cavea, que se estructuraban en dos alturas para atender a distintas partes del graderío. El acceso desde la calle se realizaba por medio de unas rampas de tierra apisonada. A la orchestra era posible llegar a través de los aditus o itinera. La orchestra presenta una planta semicircular de 16,40 m de diámetro. Estaba delimitada por la línea de la cavea y del frons pulpiti, contando con tan sólo una grada en la poedria. Bajo el balteus corría un pequeño canalillo (euripus) que servía para desalojar el agua acumulada en la parte baja del teatro. No hay seguridad con respecto a cual fue la pavimentación de la orchestra, aunque es muy probable que contase con un suelo preparado con mortero de cal y arena aparecido durante las excavaciones. A la orchestra se accedía por sendos corredores abovedados, itinera, de los que se hallaron sillares que formarían parte de los arcos que enfatizaban las entradas (actualmente restituidos mediante técnicas de restauración). Sobre estos corredores abovedados se dispusieron sendos tribunalia, cuya estructura ignoramos al no haberse conservado.
El proscaenium, construido en opus incertum de piedra caliza del lugar cuyo perímetro se define por medio de una cinta de mortero, ofrece un magnífico estado de conservación. La estructura del frons pulpiti es la tradicional con exedras y hornacinas de planta rectangular perfectamente distribuidas. El pulpitum ofrecía 45 m de longitud y 6 m de anchura, consistente en una tarima de madera sustentada por unos pilares distribuidos simétricamente en la base del hyposcaenium. En este espacio, además, se aprecian los elementos del dispositivo del aulaeum, con los característicos pedestales ubicados en la pared interior del frons pulpiti para facilitar la maniobra y las cajas para el mismo.

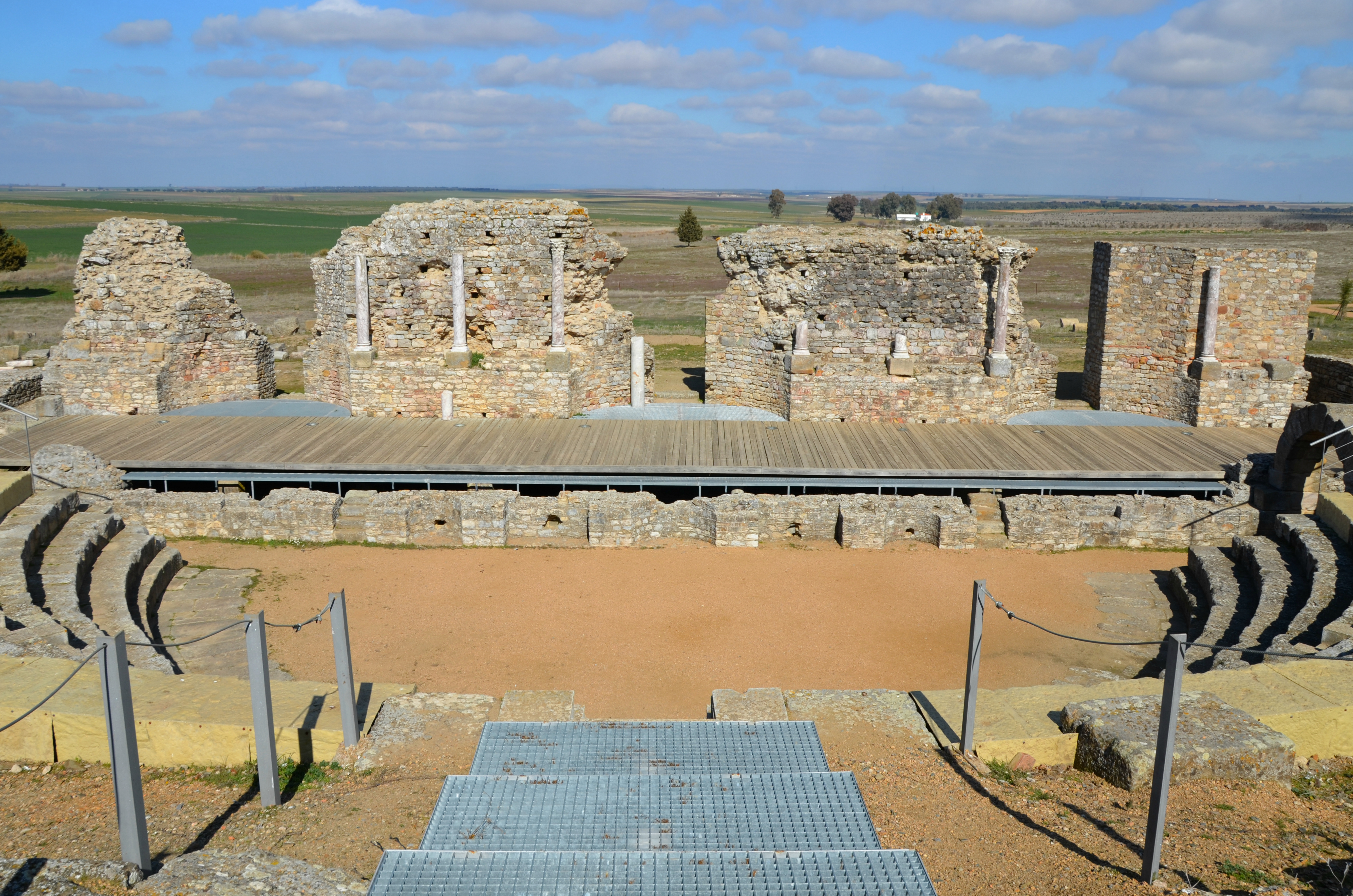
Vista frontal

La scaenae frons comprende un basamento de más de tres metros de altura en opus incertum, coronado por una suerte de estilóbato, sobre el que se disponían las columnas que sostenían el entablamento. Estas descansaban directamente sobre plintos. En la pared del fondo de la scaena, de unos siete metros de altura, se abren las tres valvae. La regia ofrece un diámetro de 6 m en tanto que las laterales (valvae hospitales) son de dimensiones más pequeñas. La longitud total de la scaenae frons es de 39,40 m y el espesor del muro que la forma alcanza 3,50 m. Por su morfología, la scaenae frons del teatro de Regina obedece a una tipología bien característica de los teatros de occidente del imperio, con triple reentrante en la zona de las valvae y una estructura cerrada procurada por los parascaenia y las basilicae. Las basilicae tenían salida hacia la calle, dado su carácter de recibidor público. En una de ellas, la septentrional, se hallaron numerosos elementos de la arquitectura del teatro (fustes, cornisas, un capitel, etc.) utilizados a modo de cimentación en un afán por nivelar el suelo.
El postcaenium presenta una longitud superior a los 40 m y contempló un espacio cerrado por un muro, pero sin pórtico ni jardín, como en el caso, por ejemplo, del de Mérida. En su parte izquierda una escalera servía para acceder al tribunal sobre el parascaenium y el iter del lado izquierdo. Todo el frente escénico está ocupado por un paramento de opus incertum con cinta de mortero en las juntas. Por último, durante los trabajos de consolidación y restauración del monumento, en el interior de un pozo aparecido en el hyposcaenium se han podido recuperar algunos capiteles que formaban parte del programa arquitectónico-decorativo del frente escénico.

### Cloacas y entramado urbano

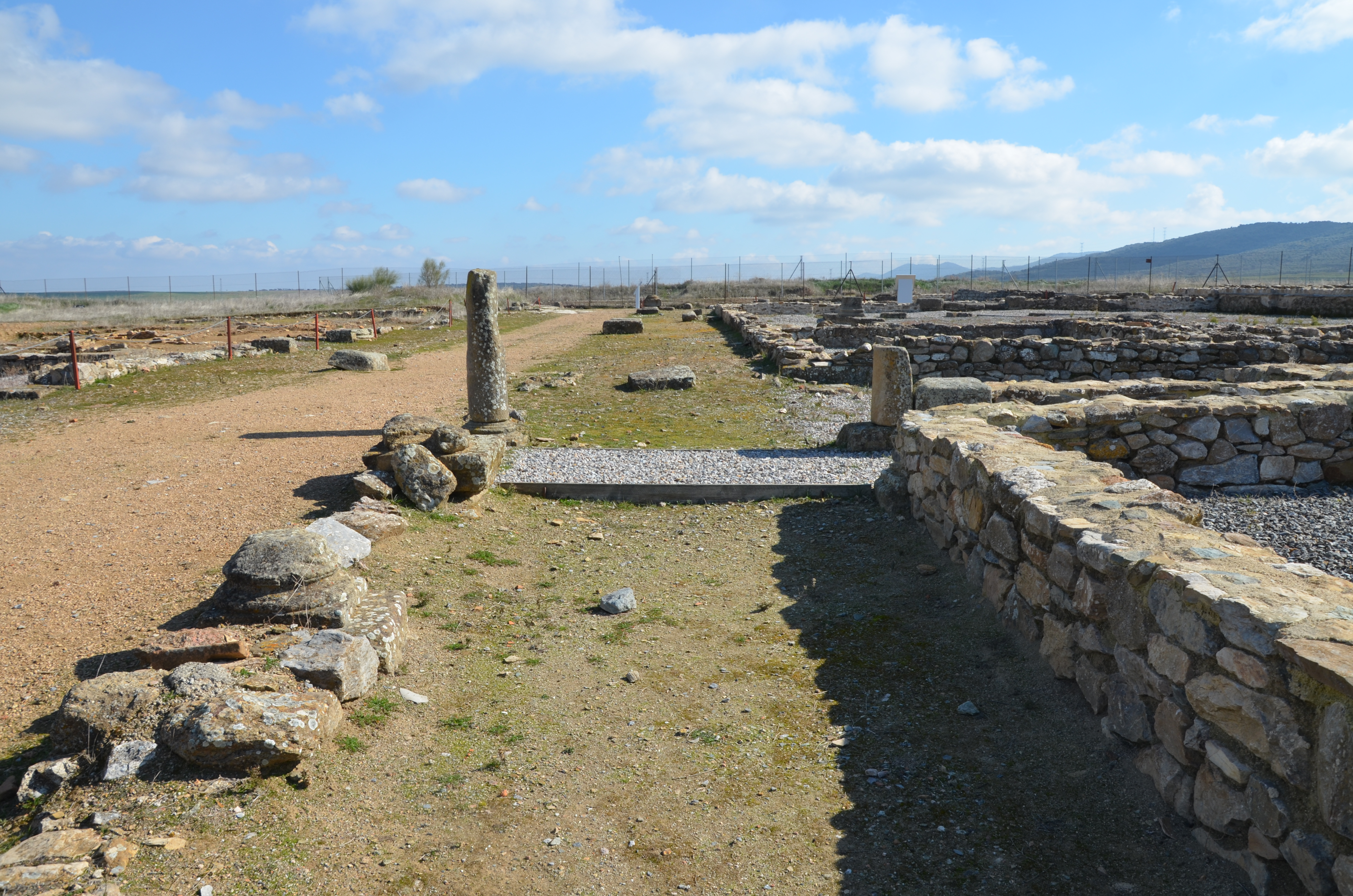
Vista de la zona arqueológica

El sistema de esta red sanitaria se construía con antelación a la realización del entramado urbano, teniendo en cuenta las características del terreno para llevar a cabo un mejor desagüe. En primer lugar se trazó la zanja sobre la que se ubicaría el decumanus, partiendo del punto más alto de la ciudad y acabando en los arroyos de San Pedro y de San Blas. Estas cloacas siguen las mismas técnicas que las realizadas en Emerita, con una trinchera que mide unos 120 cm de ancho, variando la profundidad según el relieve. Esta cloaca del decumanus era la principal pues en ella vertían el resto de conductos del sistema de alcantarillado.
Los spiramina (pozos de aireación e inspección) se iban colocando a cierta distancia sin seguir una medida concreta. Estaban realizados a partir de una chimenea cuadrangular de opus incertum, con una longitud de medio metro de lado aproximadamente. Se han hallado varios ejemplares en el transcurso de las excavaciones y lo más probable es que su disposición coincidiera con los cruces de calles.
La ciudad se desarrolló de manera longitudinal teniendo como base el decumanus maximus de 273,6 metros. Los edificios principales se ubicaron en la zona de intersección del decumanus con el cardo maximus, como el foro, las tabernae y alguna casa. Entre los dos jardines y el decumanus se ubica la única ínsula conocida que fue poblada de viviendas, probablemente ocupadas por las clases económicas elevadas, ya que se sitúan en las inmediaciones del foro y junto a edificios termales.
La ubicación de estas casas tuvo que estar programada desde el principio por el desarrollo que adquiere la red de colectores que parten de este sector. Por otro lado, el espacio entre el cardo minor y el teatro estaría vacío, aunque algunas zonas podían estar ocupadas por algún barrio artesanal como lo demuestra el hallazgo de un taller de huesos fechado en el siglo III d. C.

## Estatus patrimonial
La ciudad fue declarada Bien de Interés Cultural, con la categoría de zona arqueológica, el 27 de abril de 2012, mediante un decreto publicado el 11 de julio de ese mismo año en el Boletín Oficial del Estado.